# 12976 Kalinenkov
12976 Kalinenkov è un asteroide della fascia principale. Scoperto nel 1976, presenta un'orbita caratterizzata da un semiasse maggiore pari a 2,4426657 UA e da un'eccentricità di 0,2012796, inclinata di 2,44662° rispetto all'eclittica.